# Isola Hansen
L'isola Hansen è un'isola situata al largo della costa di Loubet, nella Terra di Graham, in Antartide. L'isola, che raggiunge una lunghezza di circa 11 km in direzione nord/sud una larghezza massima di 6, si trova in particolare tra l'isola Adelaide, da cui la divide il canale di Tickle, a ovest, e la terraferma, da cui la divide il canale di Gunnel, a est, circa 3,5 km a nord dell'isola Day, da cui la divide il tratto d'acque noto come The Gullet.

## Storia
L'isola Hansen è stata scoperta spedizione britannica nella Terra di Graham, condotta dal 1934 al 1937 al comando di John Riddoch Rymill, il quale la battezzò con il temporaneo nome di "isola del Nord". Nel 1948, l'isola fu cartografata più in dettaglio dai membri del Falkland Islands Dependencies Survey e in seguito battezzata dal Comitato britannico per i toponimi antartici con il suo attuale nome in onore di Leganger G. Hansen, dirigente della stazione baleniera di Leith Harbour, nella Georgia del Sud, dal 1916 al 1937, che fornì il suo supporto alla spedizione di Rymill.